# خواننده نقاب دار (مجموعه تلویزیونی آمریکایی)
خواننده نقاب دار (انگلیسی: The Masked Singer) یک سریال تلویزیونی واقع‌نما مسابقه‌ای برای آواز در آمریکا است که از ۲ ژانویه ۲۰۱۹ در فاکس پخش می‌شود و اقتباسی است از مجموعه برنامه آسیایی‌ای به همین نام. شرکت کنندگان این مسابقه سلبریتی‌هایی در پوشش مبدل با هویت نهان هستند که با آوازخوانی برای برنده شدن باهم رقابت می‌کنند.